# Markus Brand (Fußballspieler)
Markus Brand (* 19. September 1974) ist ein ehemaliger deutscher Fußballspieler.

## Karriere
Brand spielte in der Jugend des VfB Bad Mergentheim, bevor er in die Jugend des 1. FC Nürnberg wechselte. Beim Club entwickelte sich Brand gut, sodass er den Sprung in die Profimannschaft schaffte. In der Saison 1992/93 kam er am 25. Spieltag beim Auswärtsspiel gegen Bayer Uerdingen zu seinem ersten Einsatz in der Bundesliga. Trainer Willi Entenmann setzte ihn in allen weiteren Saisonspielen ein, wodurch er auf neun Einsätze in der Bundesliga kam. In der Folgesaison, in der Nürnberg aus der ersten Liga abstieg, kam er nicht zum Zuge. In der 2. Bundesliga bestritt er acht Spiele, in denen ihm zwei Eigentore passierten. Brand spielte anschließend für ein Jahr beim TSV Vestenbergsgreuth, ab 1996 für die SpVgg Bayern Hof, wo er bis 2001 blieb. Seine Karriere ließ er bei den Eisbachtalern Sportfreunden ausklingen.